# Chlévská mrva
Chlévská mrva je biologický produkt (směsice tuhých výkalů, moči a podestýlky), který opouští stáj či chlév. Nesprávně je mrva zaměňována s hnojem. Rozdíl mezi mrvou a hnojem je v tom, že mrva neprošla procesem zrání čili procesem mineralizace a humifikace. Hnůj je tedy vyzrálá chlévská mrva.
| Pohledněme na tyto Číňany, kteří mnohému neznalci často za terč vtipu slouží, jak si hnoje lidského váží. Číňan – a třeba byl zámožný – nenechá svých vývržků nikde ležeti; on má sebou svou nádobu s pevně přiléhající pokličkou, v níž jsa od domova vzdálen – vývržků svých uschová a domů přináší. |
| |